# Киров, Петр
Петр Велев Киров (болг. Петър Велев Киров); 17 сентября 1942, Калчево, Ямболская область, Болгария) — болгарский борец греко-римского стиля, двукратный чемпион Олимпийских игр, двукратный чемпион мира, четырёхкратный чемпион Европы, 11-кратный чемпион международного турнира «Никола Петров»  . Спортсмен года в Болгарии (1970, 1971). Профессор, доктор философии (PhD)

## Биография
В детстве и юности борьбой не занимался, поскольку был небольшого роста и веса.. Окончил школу, отслужил в армии и устроился машинистом на Ямболский завод «Сила». Начал заниматься борьбой только в 1963 году, в 21-летнем возрасте.. Его тренером стал Пантелей Боев. Уже через два года победил на чемпионате Болгарии, в следующем году повторил успех и кроме того, выиграл чемпионат Балкан. В 1965 году выполнил мастерский норматив.
В 1966 году выступил на чемпионате Европы, но занял только пятое место, но уже на следующий год стал первым болгарином — чемпионом Европы в греко-римской борьбе. Победил шестерых противников — норвежца Тронда Мартиниуссена, турка Метина Чикмаза, поляка Стефана Хайдука, двукратного чемпиона мира Сергея Рыбалко, немца Рольфа Лакура и венгра Имре Алькера. В 1968 году остался вторым.
На Летних Олимпийских играх 1968 года в Мехико боролся в категории до 52 килограммов (наилегчайший вес). Выбывание из турнира проходило по мере накопления штрафных баллов. За чистую победу штрафные баллы не начислялись, за победу за явным преимуществом начислялось 0,5 штрафных балла, за победу по очкам 1 штрафной балл, за ничью 2 или 2,5 штрафных балла, за поражение по очкам 3 балла, поражение за явным преимуществом 3,5 балла, чистое поражение — 4 балла. Если борец набирал 6 или более штрафных баллов, он выбывал из турнира. Титул оспаривали 24 человека. Петар Киров ровно провёл все схватки, победив всех соперников, и стал чемпионом олимпийских игр.
| Круг | Соперник            | Страна                                    | Результат | Основание                  | Время схватки |
| ---- | ------------------- | ----------------------------------------- | --------- | -------------------------- | ------------- |
| 1    | Метин Чикмаз        | Турция                                    | Победа    | По очкам (1 штрафной балл) |               |
| 2    | Василиос Ганотис    | Греция                                    | Победа    | По очкам (1 штрафной балл) |               |
| 3    | Доменико Чентуриони | Италия                                    | Победа    | По очкам (1 штрафной балл) |               |
| 4    | -                   | -                                         | -         | -                          | -             |
| 5    | Владимир Бакулин    | Союз Советских Социалистических Республик | Победа    | По очкам (1 штрафной балл) | -             |
| 6    | Мирослав Земан      | Чехословакия                              | Победа    | По очкам (1 штрафной балл) |               |

В 1970 году победил и на чемпионате Европы, и на чемпионате мира. В 1971 защитил титул чемпиона мира, а на чемпионате Европы 1972 года остался только третьим.
На Летних Олимпийских играх 1972 года в Мюнхене боролся в категории до 52 килограммов (наилегчайший вес). Регламент турнира остался прежним. В соревнованиях участие принимали 21 человек. Петар Киров на этих соревнованиях уже был опытным борцом, победил всех соперников, не дав им провести ни одного оцененного действия (что по некоторым сведения является единственным случаем в истории олимпийской борьбы)  и стал двукратным олимпийским чемпионом.
| Круг  | Соперник              | Страна       | Результат | Основание                  | Время схватки |
| ----- | --------------------- | ------------ | --------- | -------------------------- | ------------- |
| 1     | Махди Хуряр           | Иран         | Победа    | Туше (0 штрафных баллов)   | 6:33          |
| 2     | Мохамед Кармуз        | Марокко      | Победа    | Туше (0 штрафных баллов)   | 6:39          |
| 3     | Ян Михалик            | Польша       | Победа    | По очкам (1 штрафной балл) |               |
| 4     | Жамсрангийн Мунх-Очир | Монголия     | Победа    | Туше (0 штрафных баллов)   | 6:58          |
| 5     | Мирослав Земан        | Чехословакия | Победа    | По очкам (1 штрафной балл) |               |
| Финал | Джузеппе Боньянни     | Италия       | Победа    | Туше                       | 6:38          |
| Финал | Коитиро Хираяма       | Япония       | Победа    | Туше                       | 5:49          |

В 1974 году снова стал победителем чемпионатов Европы и мира, в 1975 году выиграл Гран-при Германии, в 1976 году снова победил на чемпионате Европы
На Летних Олимпийских играх 1976 года в Монреале боролся в категории до 52 килограммов (наилегчайший вес). Регламент турнира остался прежним. Звание чемпиона оспаривали 17 человек. Петар Киров в первой же схватке получил травму (вывих плеча) и с соревнований снялся.
| Круг | Соперник   | Страна  | Результат | Основание                       | Время схватки |
| ---- | ---------- | ------- | --------- | ------------------------------- | ------------- |
| 1    | Нику Гынгэ | Румыния | Поражение | Ввиду травмы (4 штрафных балла) |               |

Окончил с отличием высший институт физкультуры имени Димитрова (1971), аспирантуру в Институте имени Лесгафта (1979), кандидат педагогических наук (1983, тема «Изследване на технико-тактическите показатели в борбата»). Затем окончил Национальную Академию спорта «Васил Левски», получив степень доктора наук и стал профессором.
Занимал должности главного тренера национальной сборной по греко-римской борьбе, был заместителем председателя правления спортобщества «Академик» (София), председателем Болгарской федерации спортивной борьбы (1991—1993). Является деканом кафедры борьбы и дзюдо в Национальной академии спорта 
Кавалер ордена «Стара планина» I степени (2002)